# Alberto Errera (nationalekonom)
Alberto Errera, född den 21 april 1842 i Venedig, död den 4 januari 1894 i Neapel, var en italiensk nationalekonom.
Herrera var professor i sin hemstad 1866–1874 och blev sedan professor i Milano, där han även var redaktör av "La Perseveranza". Mot slutet av sitt liv var han lärare vid tekniska institutet i Neapel och docent vid universitetet där. Han skrev bland annat Le nuove istituzioni economiche nel secolo XIX (1874), ett betydande arbete med strängt genomförd realistisk behandling av de ekonomiska frågorna. 